# Slagtesvin
Slagtesvin er svin, der avles til kødproduktion. Slagtesvin er typisk krydsavl, der opfedes inden slagtning. Dermed adskiller slagtesvin sig fra avls-svin, der oftest er renracede. De kaldes smågrise, til de er 11 uger gamle.

## I Danmark
I Danmark bruges tre svineracer til krydsavl af slagtesvin. Dansk Duroc bruges som handyrsrace, der krydses med hundyrsracerne Dansk Landrace og Dansk Yorkshire.
I 2014 blev der slagtet 18.276.064 slagtesvin i Danmark ud af samlet 18.822.443 slagtede svin. Omkring 90 % af svinekødet eksporteres. Det gør  Danmark til en af verdens største svinekødsekportører. Flertallet af svinene blev slagtet af Danish Crown.